# 淺野幸長
淺野幸長（日语：／ Asano Yoshinaga，1576年—1613年10月9日）為安土桃山時代到江戶時代初期的武將、大名。紀伊國和歌山藩（紀州藩）初代藩主，淺野氏宗家第一代。父親為淺野長政，兄弟有長晟、長重。

## 生平
天正4年（1576年）出生於近江國淺井郡小谷（滋賀縣長濱市湖北町），為淺野長政長子。父親為豐臣政權五奉行之一，與豐臣秀吉正室寧寧（高台院）皆為淺野長勝養子女。
天正17年（1589年），敘任從五位下左京大夫。初次上陣在天正18年（1590年），參與征討後北條氏的小田原之戰，和父親一同攻打岩槻城。這時，和前田利家的五女前田與免（母親為阿松）訂下婚約，但與免在出嫁前的文祿2年就辭世，享年17歲。
文祿2年（1593年）、和父親一同渡海至朝鮮，進駐加藤清正所築的西生浦倭城。同年，和父親受封甲斐國府中（山梨縣甲府市）21萬5000石（有一個說法是長政5萬5000石、幸長16萬石）的領地。文祿4年（1595年）、因關白豐臣秀次失勢（秀吉親生子秀賴出生於1593年），遭到連坐被流放到能登國津向；但在前田利家、德川家康的說情下，不久就回歸了。慶長2年（1597年）開始的慶長之役，再次渡海進駐西生浦城。之後加藤清正在蔚山築城，遭到明、朝鮮聯軍的急襲，幸長率軍苦戰明朝副總兵李如梅（蔚山之戰）。慶長3年（1598年）秀吉死後，從朝鮮撤退。之後和加藤清正、福島正則等人同屬武功派，和五奉行之一的石田三成等文治派彼此對立。慶長4年（1599年）、兩派間的仲裁者前田利家死後，幸長和加藤、福島等人共同襲擊石田三成。
慶長5年（1600年）關原之戰，隸屬於德川家康的東軍，和池田輝政等人負責攻略岐阜城。9月15日關原本戰當日，在垂井一里塚附近佈陣，防備在南宮山的毛利秀元、長束正家等西軍部隊。戰後，受封紀伊國和歌山藩37萬6000石。同年，敘任從四位下紀伊守。慶長16年（1611年）、和加藤清正協力促成在二條城家康和豐臣秀賴的會談，並與清正共同擔任警備工作。
慶長18年（1613年）8月25日，在和歌山城逝世，享年38歲。墓所位在和歌山市吹上曹源山大泉寺與和歌山縣伊都郡高野町高野山悉地院。幸長因為沒有兒子，所以死後由弟弟長晟（長政次子）繼承家督之位。元和5年（1619年）、伴隨著福島氏的改易（除封），淺野氏加增轉封到安藝國廣島藩，俸祿42萬6000石。

## 逸話、人物
- 為一善武勇、身經百戰的猛將，他的武勇在諸大名之間也是名列前茅。幸長和加藤清正雖然幫助德川家康取得天下，但是終生都不改對豐臣氏的忠誠；因此，和清正同樣都有被家康一派所暗殺的說法。雖然和清正、福島正則同樣討厭石田三成，而屬於武功派；但也熱衷於研究學問，曾師事藤原惺窩、堀正意等人。

- 幸長的死因是花柳病，和清正的死因相同。一般從罹患梅毒到死亡之間會經過10年以上的時間，所以逆推回感染時間可能是在征伐朝鮮時，和妓女接觸而得病。幸長死後隔年，家康就發動大坂冬之陣，故藝術創作上也採用暗殺說。